# Narodowe Centrum Niezależnych i Chłopów
Narodowe Centrum Niezależnych i Chłopów (fr. Centre National des Indépendants et Paysans, CNI) – francuska konserwatywna partia polityczna.

## Historia
Ugrupowanie powstało w 1951 z połączenia kilku prawicowych formacji. Silną pozycję uzyskało już na początku lat 50., CNI brało udział w kolejnych koalicjach rządowych, należeli do niego premierzy Antoine Pinay i Joseph Laniel oraz wybrany w 1953 prezydent René Coty.
Partia poparła powrót Charles'a de Gaulle'a i powołanie V Republiki. W 1962, będąc drugą siłą w parlamencie, postanowiła przejść do opozycji, co doprowadziło do odejścia z niej licznych przeciwników takiej decyzji (m.in. Valéry'ego Giscarda d'Eastinga), a następnie porażki wyborczej w tym samym roku i marginalizacji. Do kolejnych parlamentów centryści wprowadzali z reguły kilku swoich kandydatów.
W 2002 CNI zdecydowało się wesprzeć Unię na rzecz Ruchu Ludowego, uzyskując status partii afiliowanej. W 2007 uzyskało dwa mandaty w Zgromadzeniu Narodowym. Rok później CNI wypowiedziało umowę stowarzyszeniową z UMP, wyrażając jednocześnie zgodę na podwójne członkostwo i udział swoich posłów w klubie parlamentarnym ludowców. Zadeklarowało się także jako partia wspierająca większość rządową.
W 2009 partię opuścił jeden z jej liderów, poseł Christian Vanneste. Kierująca nią od 2000 Annick du Roscoät ustąpiła na rzecz deputowanego Gilles'a Bourdouleix, który w 2012 z poparciem UMP ponownie został deputowanym. W 2016 na funkcji przewodniczącego partii zastąpił go Bruno North.